# كريس فلين
كريس فلين هو لاعب كرة القدم الكندية كندي، ولد في 17 نوفمبر 1966 في Buckingham, Quebec ‏ في كندا.